# Юхан-Улаф Косс
Юганн Улаф Косс (норв. Johann Olav Koss; народився 29 жовтня 1968, Драммен) — норвезький ковзаняр. 
Чотириразовий олімпійський чемпіон (1992 — 1500 м, 1994 — 1500, 5000 і 10 000 м), срібний призер Олімпійських ігор 1992 року на дистанції 10 000 м, триразовий чемпіон світу (1990, 1991, 1994) і чемпіон Європи (1991) в класичному багатоборстві .
Кращий спортсмен року в Норвегії в 1994 році. Посол доброї волі ЮНІСЕФ .

## Результати виступів
| Рік  | ЧМ Європи               | Олімпійські ігри              | ЧМ світу багатоборства  | ЧМ світу юніори |
| ---- | ----------------------- | ----------------------------- | ----------------------- | --------------- |
| 1986 |                         |                               |                         | 14e             |
| 1987 |                         |                               |                         | 14e             |
| 1988 |                         |                               | 30 (20, 35, 26, -)      |                 |
| 1989 | 15e (9, 12, 28, 16)     |                               | 8e (16, 9, 02 !, 15)    |                 |
| 1990 | 4e (11, 02 !, 4, 7)     |                               | · (11, 02 !, 03 !)      |                 |
| 1991 | · (6, 01 !, 03 !, 01 !) |                               | · (6, 01 !, 01 !)       |                 |
| 1992 | · (8, 02 !, 4, 02 !)    | 1500 м · 7e 5000 м · 10 000 м | · (8, 01 !, 03 !)       |                 |
| 1993 | · (5, 01 !, 03 !, 4)    |                               | · (6, 02 !, 01 !, 02 !) |                 |
| 1994 | · (6, 4, 03 !, 01 !)    | 1500 м · 5000 м · 10 000 м    | · (9, 02 !, 01 !)       |                 |

у дужках вказані результати на окремих дистанціях у порядку забігів (500, 5000, 1500, 10 000 м)
З 1990 по 1994 роки здобув 23 перемоги на етапах Кубка світу: 8 разів на дистанції 1500 м, 12 разів на дистанції 5000 м і 3 рази на 10 000 м. У 1990 і 1991 роках ставав володарем Кубка світу на дистанції 1500 м, в 1991 і 1994 роках у заліку 5000/10000 м.

## Рекорди світу
За спортивну кар'єру встановив 10 світових рекордів.
| №  | Дистанція              | Час      | Дата              | Місце    |
| -- | ---------------------- | -------- | ----------------- | -------- |
| 1  | 3000 м                 | 3.57,52  | 13 березня 1990   | Геренвен |
| 2  | класичне багатоборство | 157,396  | 9- 10 лютого 1991 | Геренвен |
| 3  | 5000 м                 | 6.41,73  | 9 лютого 1991     | Геренвен |
| 4  | 10.000 м               | 13.43,54 | 10 лютого 1991    | Геренвен |
| 5  | 5000 м                 | 6.38,77  | 22 січня 1993     | Геренвен |
| 6  | 5000 м                 | 6.36,57  | 13 березня 1993   | Геренвен |
| 7  | 5000 м                 | 6.35,53  | 4 грудня 1993     | Гамар    |
| 8  | 5000 м                 | 6.34,96  | 13 лютого 1994    | Гамар    |
| 9  | 1500 м                 | 1.51,29  | 16 лютого 1994    | Гамар    |
| 10 | 10.000 м               | 13.30,55 | 20 лютого 1994    | Гамар    |